# ورزشگاه تختی آبادان
ورزشگاه تختی آبادان (ورزشگاه رضا پهلوی دوم سابق) ورزشگاه خانگی باشگاه صنعت نفت آبادان است که در شهر آبادان، استان خوزستان قرار دارد. این ورزشگاه در سال ۱۳۳۰ هجری خورشیدی ساخته شد. این ورزشگاه متعلق به پالایشگاه آبادان است و در خیابان بهروز دهداری واقع است .

## بازسازی ها
این ورزشگاه یکی از قدیمی‌ترین ورزشگاه‌های فوتبال در ایران است که طی ۲ دهه اخیر ۳ بار مورد بازسازی اساسی قرار گرفته‌است. در مرحله اول روبروی جایگاه اصلی ۶ سکو ساخته شد که ظرفیت ورزشگاه را از ۱۰٬۰۰۰ هزار نفر نخستین به ۲۰٬۰۰۰ نفر تبدیل کرد. در مرحله دوم و پس از افتتاح جایگاه‌های تازه، جایگاه اصلی بعد از ۵۰ سال از بنای اولیه و ۳۰ سال از تبدیل به چمن، بازسازی اساسی شد و این مرحله نیز در سال ۱۳۸۶ افتتاح گردید. در مرحله سوم فضاهای زیر جایگاه اصلی به اماکنی از قبیل کلینیک پزشکی، اتاق کنفرانس، رختکن‌های جدید و اتاق مانیتورینگ تبدیل شد. در بازی با تیم سایپا در لیگ ۸۷–۱۳۸۶ این ورزشگاه به عنوان دومین ورزشگاه ایران در آن زمان صاحب اسکوربورد تمام دیجیتال گردید تا تمامی وقایع بازی توسط تماشاگران قابل مشاهده باشد. در میانه لیگ ۹۰–۱۳۸۹ نیز این ورزشگاه پس از ورزشگاه آزادی دارای سیستم دوربین مداربسته برای کنترل هر چه بیشتر فضای ورزشگاه شد. این ورزشگاه در بازدید مسئولان کنفدراسیون فوتبال آسیا نتوانست با معیارهای ای‌اف‌سی همخوانی داشته باشد ولی با نکاتی که از سوی ناظران کنفدراسیون فوتبال آسیا گوشزد شد و طی اقدامی گسترده از سوی مدیران باشگاه صنعت نفت آبادان و پالایشگاه آبادان ۹۰ درصد نواقص برطرف شد. همچنین مقرر شد که تمام ورزشگاه مجهز به صندلی شود و درب‌های ورودی ورزشگاه نیز به گیت‌های الکترونیک تبدیل شوند. همچنین از دیگر برنامه‌های تکمیلی برای این ورزشگاه قدیمی نصب سقف و سایبان برای جایگاه‌های تماشاگران است.

## حاشیه سازی
این استادیوم درفصل  لیگ برتر فوتبال ایران ۰۳–۱۴۰۲
در بازی صنعت نفت آبادان و هوادار تهران قبل شروع بازی اعضای کادر فنی تیم هوادار متوجه نامتقارن بودن دوسمت زمین میشوند و با بررسی بیشتر مشخص شد که خط کشی زمین ورزشگاه تختی ابادان یازده متر اختلاف دارد که قبل شروع بازی خط کشی جدید انجام شد و همین مسئله باعث شد که بازی با تاخیر شروع شود به گفته گزارشگر مرکز آبادان این خط کشی یازده سال بود که انجام شده است ‌.